# Liny-devant-Dun
Liny-devant-Dun – miejscowość i gmina we Francji, w regionie Grand Est, w departamencie Moza.
Według danych na rok 1990 gminę zamieszkiwało 148 osób, a gęstość zaludnienia wynosiła 14 osób/km² (wśród 2335 gmin Lotaryngii Liny-devant-Dun plasuje się na 897. miejscu pod względem liczby ludności, natomiast pod względem powierzchni na miejscu 567.).